# Türyançay (ort)
Türyançay (ryska: Турианчай) är en ort i Azerbajdzjan.   Den ligger i distriktet Ağdaş Rayonu, i den centrala delen av landet, 200 km väster om huvudstaden Baku. Türyançay ligger 109 meter över havet och antalet invånare är 307.
Terrängen runt Türyançay är kuperad åt nordost, men åt sydväst är den platt. Närmaste större samhälle är Geoktschai, 17,8 km öster om Türyançay. 
Trakten runt Türyançay består till största delen av jordbruksmark. Runt Türyançay är det ganska tätbefolkat, med 90 invånare per kvadratkilometer.